# 垂花悬铃花
垂花悬铃花（学名：Malvaviscus penduliflorus）为锦葵科悬铃花属下的一種灌木，高可達2公尺。曾被當成是懸鈴花（Malvaviscus arboreus）的變種。原产墨西哥和哥伦比亚。中國广东广州和云南西双版纳及陇川等地引种栽培。台灣亦有栽植。因花朵僅只微開被俗稱為「永不開放的花」。除作為園林觀賞之用，因枝繁葉茂，且耐修剪，也是极好的绿篱植物。

## 圖片

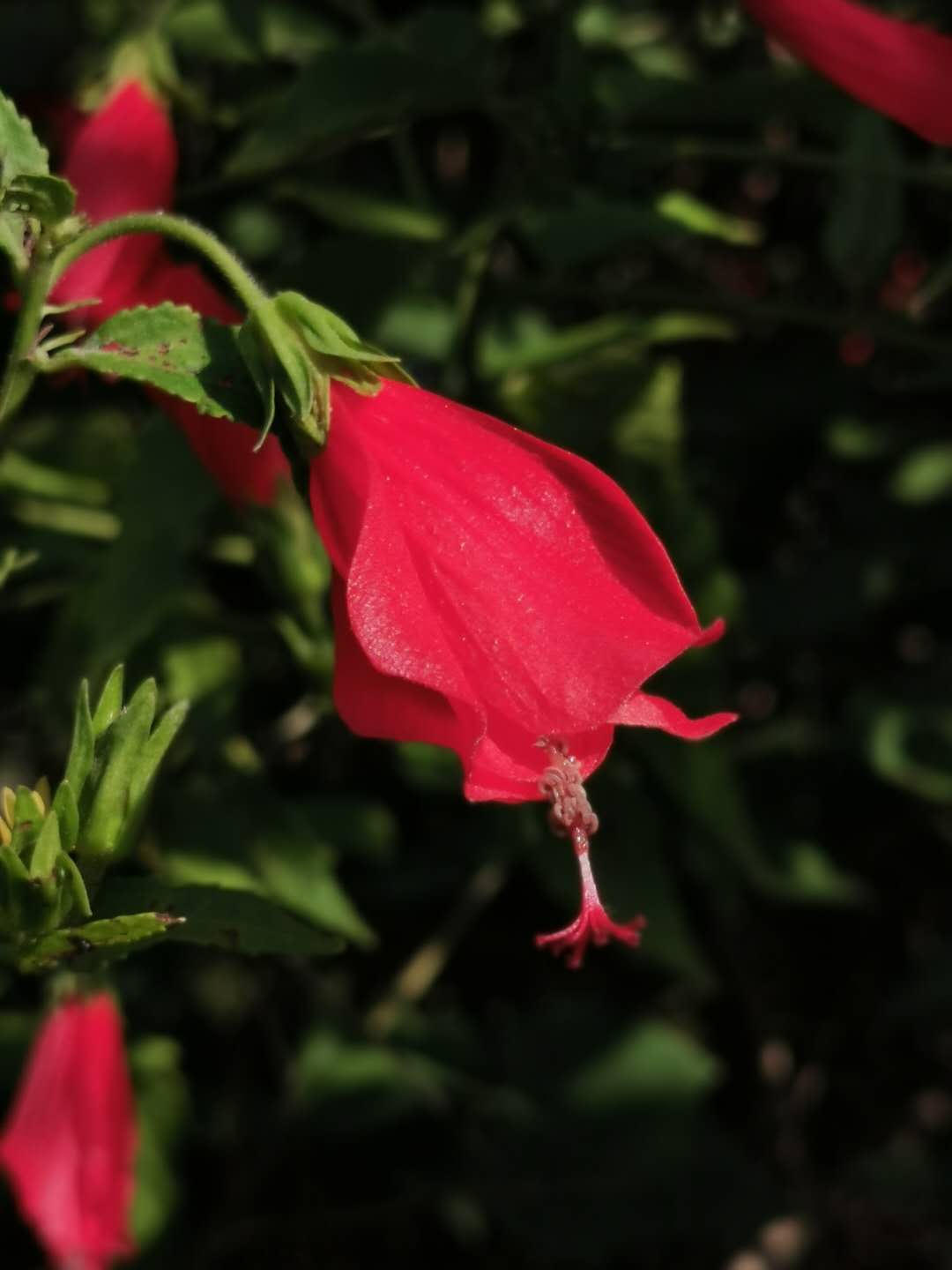
花開狀，具雙花萼
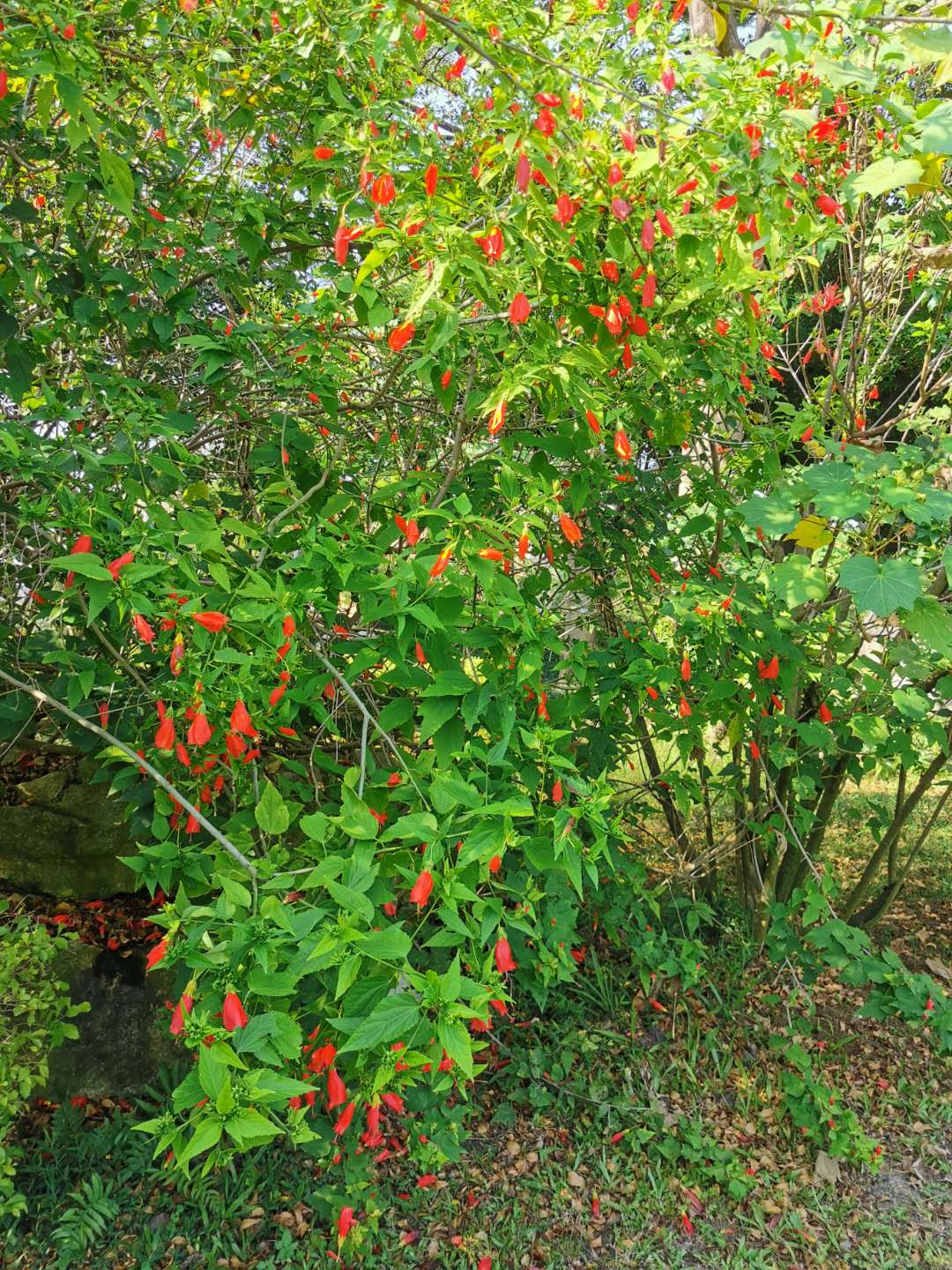
植株